# Apogonia neglecta
Apogonia neglecta är en skalbaggsart som beskrevs av Brenske 1894. Apogonia neglecta ingår i släktet Apogonia och familjen Melolonthidae. Inga underarter finns listade i Catalogue of Life.